# Комуникационен канал
Канал за комуникация или просто канал в телекомуникациите и компютърните мрежи се нарича физическата преносна среда (например проводник, или логическата връзка, осъществена в мултиплексирана среда, (например радиоканал). Каналът се използва за предаване на сигнали с информация от един или няколко изпращачи (предаватели) до един или няколко получателя (приемници).

## Дефиниция
Цифровият канал (на английски: digital channel) е дефиниран през 1948 г. от Клод Шанън. В съответствие с дефиницията му( – стр. 2), една комуникационна система се състои от информационен източник (на английски: information source), предавател (на английски: transmitter), канал (на английски: channel), приемник (на английски: receiver) и получател (на английски: destination). Каналът е средата за предаване на сигнал от предавателя до приемника.( – стр. 2), но архитектурата на информационния източник и получател не са част от канала. Каналът може да бъде жичен или безжичен, може да бъде дискретен, непрекъснат или смесен. ( – стр. 3) Каналът обменя съобщения, които са последователност от символи. В дискретните канали тези символи са двоично кодирани.

## Свойства
Каналът има две свойства – капацитет и ентропия.
- Капацитетът е основно свойство на канала и е неговата максимална пропускателна способност. Означава се с C. В общия случай, когато символите имат различна дължина (като например в телексните машини) капацитетът е

{\displaystyle C=\lim _{T\to \infty }{\frac {logN(T)}{T}}}
където N(T) е броят на разрешените символи (сигнали) с продължителност T. Когато символите са с фиксирана дължина, например един символ се кодира в един байт, капацитетът е число, което показва максималният брой битове (сигнали), който може да се предаде по канала за единица време и се измерва в бит/секунда.
- Ентропията, дефинирана в термините на Шанън, определя минималната честотна лента (на английски: bandwidth) необходима за предаване на двоично кодирано съобщение по цифровия канал. Означава се с Н и се измерва в бит/секунда.

## Физически и логически канали
В мрежите каналите имат физически и логически смисъл. Физическият смисъл на канала, дефиниран в термините на Шанън, определя капацитета на връзката в мрежата. В логически смисъл, каналите в мрежата ограничават разпределението на пакетите по буферите на портовете, намаляват закъсненията на пакетите в мрежата и подобряват качеството на обслужване (QoS). Тези канали се наричат виртуални канали (на английски: virtual channels), виртуални локални мрежи (VLAN), тунели (MPLS tunnels) и т.н., за които има стандарти.

## Реализация
Каналите в компютърните системи са изобретени от IBM и представляват комуникационни процесори, които осъществяват обмен на блокове от данни между централния процесор и периферните устройства (дискове, принтери и т.н.) или, от 1957 г. нататък, между паметта и периферните устройства (директен достъп). При обмен с дисковете, тези блокове от данни са с дължина един сектор.
В микропроцесорните системи каналите са опростени и са част от системата за директен достъп. Те представляват набор от регистри, които управляват условията на обмена (начален адрес на източника, начален адрес на получателя, дължина на блока, разредност на обмена 8-, 16-, 32-бита и т.н.) Контролерът за директен достъп временно мултиплексира достъпа на каналите до паметта, като достъпа на контролера за директен достъп до компютърната шина се арбитрира с другите управляващи устройства на шината.

## Видове
- цифрови (дискретни) или аналогови (непрекъснати) канали

- Според преносната среда, например оптични канали
- мултиплексорни канали
- В компютърните мрежи – виртуален канал
- симплекс, дуплекс или полу-дуплекс канали
- обратен канал на английски: Return channel
- ъплинк и даунлинк канали (на английски: Uplink and downlink channel)
- канали за радиоразпръскване

## Примери
Връзка между начална и крайна точка в една телекомуникационна верига.

Път през преносна среда, осъществен или чрез канал, получен чрез:
- физическо разделяне (многожилен кабел) или
- разделяне по електрически начин (мултиплексиране)

Път за предаване на електрически или електромагнитни сигнали.

- Участък от компютърна памет, като сектор или цилиндър на твърд диск която е достъпна за прочит от четящо устройство.
- Буфер, от който може да се черпят и добавят съобщения.

Специфична радио честота, двойка честоти или честотна лента, означавани обикновено с буква, цифра или код, често предмет на международно споразумение.

- Морското радио използва 88 канала в VHF диапазона за двупосочна гласова комуникация. Например канал 16 е 156,800 MHz.
- Телевизионни канали.
- Wi-Fi се състои от нелицензирани канали с номера 1 – 13, от 2412 MHz до 2484 MHz на стъпки от по 5 MHz.

## Математически модел
За теоретично изследване на каналите се използва математическо моделиране, което може да е основано на физическите свойства на канала или на статистическите му характеристики. В първия случай моделът може да отчита физическите процеси, които могат да повлияят на комуникацията – например при безжична комуникация могат да повлияят отраженията на сигнала от околните обекти. Във втория случай каналът се изобразява като подредена тройка, състояща се от вход, изход (i, o) и преносна среда с определена вероятност за преминаване p(i, o). В семантично отношение вероятността се определя по отношение на получаването на символа символа o на изхода при предаването на символа i на входа.
Статистическият и физическият подход на моделиране на каналите може да се комбинират.
Моделът на канала може да е аналогов или цифров. При аналоговите модели предаваното съобщение се моделира като аналогов сигнал. Моделът може да е линеен или нелинеен, непрекъснат или дискретен по време, без наличие на памет или динамика, с филтриране или без филтриране по честоти. При цифровите модели предаваното съобщение се моделира като цифров сигнал, съответстващ на определен комуникационен протокол.